# Quiscalus lugubris
Quiscalus lugubris là một loài chim trong họ Icteridae.